# Elementa ad Fontium Editiones
Elementa ad Fontium Eiditiones – seria źródeł dotyczących Polski i Rzeczypospolitej okresu średniowiecza i czasów nowożytnych przechowywanych w archiwach watykańskich, włoskich, hiszpańskich, angielskich, niemieckich i duńskich. 
Seria ukazywała się w Rzymie w latach 1960–1992. Wydawcą był Polski Instytut Historyczny w Rzymie. 25 tomów opracowała Karolina Lanckorońska. 

## Tomy wydane w ramach serii
- Elementa ad fontium editiones. 1, Polonica ex libris "Obligationum et solutionum" Camerae Apostolicae ab a. 1373, Romae: Institutum Historicum Polonicum Romae 1960.
- Elementa ad fontium editiones. 2, "Liber disparata antiqua continens" Alexandro Masoviensi Episcopo Tridentino dicatus, praes. Edmundus Winkler, Romae: Institutum Historicum Polonicum Romae 1960.
- Elementa ad fontium editiones. 3, Repertorium rerum Polonicarum ex Archivo Orsini in Archivo Capitolino Romae I pars, coll. Wanda Wyhowska de Andreis, Romae: Institutum Historicum Polonicum Romae 1961.
- Elementa ad fontium editiones. 4, Res Polonicae Elisabetha I Anglaie regnante conscriptae ex Archivis Publicis Londoniarum, ed. Carolus H. Talbot, Romae: Institutum Historicum Polonicum Romae 1961.
- Elementa ad fontium editiones. 5, Repertotium rerum Polonicarum in Archivo Dragonetti de Torres in civitate aquilana, ed. Paulus Collura, Romae: Institutum Historicum Polonicum Romae 1962.
- Elementa ad fontium editiones. 6, Res Polonicae Iacobo I Angliae regnante conscriptae ex Archivis Publicis Londoniarum, ed. Carolus H. Talbot, Romae: Institutum Historicum Polonicum Romae 1962.
- Elementa ad fontium editiones. 7, Repertorium rerum Polonicarum ex Archivo Orsini in Archivo Capitolino Romae II pars, coll. Wanda Wyhowska de Andreis, ed. curaverunt Valerianus Meysztowicz, Carolina Lanckorońska, Romae: Institutum Historicum Polonicum Romae 1962.
- Elementa ad fontium editiones. 8, Documenta Polonica ex Archivo Generali Hispaniae in Simancas I pars, ed. Valerianus Meysztowicz, ed. curaverunt Carolina Lanckorońska, Wanda Wyhowska de Andreis, Roma : Institutum Historicum Polonicum Romae 1963.
- Elementa ad fontium editiones. 9, Res Polonicae ex Archivo Regni Daniae I pars (1526-1572), coll. Leon Koczy, ed. curaverunt Valerianus Meysztowicz, Henricus Paszkiewicz, Carolina Lanckorońska, Romae: Institutum Historicum Polonicum Romae 1964.
- Elementa ad fontium editiones. 10, Repertorium rerum Polonicarum ex Archivo Orsini in Archivo Capitolino Romae III pars, coll. Wanda Wyhowska de Andreis, Romae: Institutum Historicum Polonicum Romae 1964.
- Elementa ad fontium editiones. 11, Documenta Polonica ex Archivo Generali Hispaniae in Simancas II pars, coll. Valerianus Meysztowicz, ed. curavit Carolina Lanckorońska, Romae: Institutum Historicum Polonicum Romae 1964.
- Elementa ad fontium editiones. 12, Documenta Polonica ex Archivo Generali Hispaniae in Simancas III pars, ed. Valerianus Meysztowicz, ed. curaverunt Carolina Lanckorońska, Wanda Wyhowska de Andreis, Romae: Institutum Historicum Polonicum Romae 1964.
- Elementa ad fontium editiones. 13, Res Polonicae fex Archivo Musei Britannici I pars "Relation of the State of Polonia and the united provinces of that Crown anno 1598", ed. Carolus H. Talbot, ed. curaverunt Valerianus Meysztowicz, Carolina Lanckorońska, Romae: Institutum Historicum Polonicum Romae 1965.
- Elementa ad fontium editiones. 14, Collectanea e rebus Polonicis Archivi Orsini in Archivo Capitolino Romae I pars, ed. Wanda Wyhowska de Andreis, ed. curaverunt Valerianus Meysztowicz, Carolina Lanckorońska, Romae: Institutum Historicum Polonicum Romae 1965.
- Elementa ad fontium editiones. 15, Documenta Polonica ex Archivo Generali Hispaniae in Simancas IV pars, ed. Valerianus Meysztowicz, ed. curaverunt Carolina Lanckorońska, Wanda Wyhowska de Andreis, Romae: Institutum Historicum Polonicum Romae 1966.
- Elementa ad fontium editiones. 16, Documenta Polonica ex Archivo Gnerali Hspaniae in Simancas V pars, ed. Valerianus Meysztowicz, ed. curaverunt Carolina Lanckorońska, Wanda Wyhowska de Andreis, Romae: Institutum Historicum Polonicum Romae 1966.
- Elementa ad fontium editiones. 17, Res Polonicae ex Archivo Musei Britannici II pars, ed. Carolus H. Talbot, ed. curaverunt Valerianus Meysztowicz, Carolina Lanckorońska, Romae: Institutum Historicum Polonicum Romae 1967.
- Elementa ad fontium editiones. 18, Collectanea e rebus Polonicis Archivi Orsini in Archivo Capitolino Romae II pars, ed. Wanda Wyhowska de Andreis, ed. curaverunt Valerianus Meysztowicz, Carolina Lanckorońska, Romae: Institutum Historicum Polonicum Romae 1968.
- Elementa ad fontium editiones. 19, Documenta Polonica ex Archivo Generali Hispaniae in Simancas VI pars, ed. Valerianus Meysztowicz, ed. curaverunt Carolina Lanckorońska, Wanda Wyhowska de Andreis, Romae: Institutum Historicum Polonicum Romae 1968.
- Elementa ad fontium editiones. 20, Res Polonicae ex Archivo Regni Daniae II pars, ed. Carolina Lanckorońska et Georgius Steen Jensen, ed. curaverunt Valerianus Meysztowicz, Wanda Wyhowska de Andreis, Romae: Institutum Historicum Polonicum Romae 1969.
- Elementa ad fontium editiones. 21, Documenta Polonica ex Archivo Generali Hispaniae in Simancas VII pars, ed. Valerianus Meysztowicz, ed. curaverunt Carolina Lanckorońska, Wanda Wyhowska de Andreis, Romae: Institutum Historicum Polonicum Romae 1970.
- Elementa ad fontium editiones. 22, Documenta Polonica ex Archivo Parmensi I pars, ed. Valerianus Meysztowicz et Wanda Wyhowska de Andreis, ed. curavit Carolina Lanckorońska, Romae: Institutum Historicum Polonicum Romae 1970.
- Elementa ad fontium editiones. 23, A. Documenta Polonica ex Archivo Parmensi II pars. B. Documenta Polonica ex Archivo Capitulari in Brisighella, ed. Valerianus Meysztowicz et Wanda Wyhowska de Andreis, ed. curavit Carolina Lanckorońska, Romae: Institutum Historicum Polonicum Romae 1970.
- Elementa ad fontium editiones. 24, Res Polonicae ex Archivo Regni Daniae III pars, ed. Carolina Lanckorońska et Georgius Steen Jensen, ed. curaverunt Valerianus Meysztowicz, Wanda Wyhowska de Andreis, Romae: Institutum Historicum Polonicum Romae 1971.
- Elementa ad fontium editiones. 25, Res Polonicae ex Archivo Regni Daniae IV pars, ed. Carolina Lanckorońska et Georgius Steen Jensen, ed. curaverunt Valerianus Meysztowicz, Wanda Wyhowska de Andreis, Romae: Institutum Historicum Polonicum Romae 1971.
- Elementa ad fontium editiones. 26, Res Polonicae ex Archivo Mediceo Florentino I pars, ed. Valerianus Meysztowicz et Wanda Wyhowska de Andreis, ed. curavit Carolina Lanckorońska, Romae: Institutum Historicum Polonicum Romae 1972.
- Elementa ad fontium editiones. 27, Res Polonicae ex Archivo Mediceo Florentino II pars, ed. Valerianus Meysztowicz et Wanda Wyhowska de Andreis, ed. curavit Carolina Lanckorońska, Romae: Institutum Historicum Polonicum Romae 1972.
- Elementa ad fontium editiones. 28, Res Polonicae ex Archivo Mediceo Florentino III pars, ed. Valerianus Meysztowicz et Wanda Wyhowska de Andreis, ed. curavit Carolina Lanckorońska, Romae: Institutum Historicum Polonicum Romae 1972.
- Elementa ad fontium editiones. 29, Res Polonicae ex Archivo Regni Daniae V pars, ed. Carolina Lanckorońska et Georgius Steen Jensen, Romae: Institutum Historicum Polonicum Romae 1972.
- Elementa ad fontium editiones. 30, Documenta ex Archivo Regiomontano ad Poloniam spectantia I pars, ed. Carolina Lanckorońska, Romae: Institutum Historicum Polonicum Romae 1973.
- Elementa ad fontium editiones. 31, Documenta ex Archivo Regiomontano ad Poloniam spectantia II pars, ed. Carolina Lanckorońska, Romae: Institutum Historicum Polonicum Romae 1974.
- Elementa ad fontium editiones. 32, Documenta ex Archivo Regiomontano ad Poloniam spectantia III pars, ed. Carolina Lanckorońska, Romae: Institutum Historicum Polonicum Romae 1974.
- Elementa ad fontium editiones. 33, Res Polonicae ex Archivo Regni Daniae VI pars, ed. Carolina Lanckorońska et Georgius Steen Jensen, Romae: Institutum Historicum Polonicum Romae 1974.
- Elementa ad fontium editiones. 34, Documenta ex Archivo Regiomontano ad Poloniam spectantia IV pars H B A, B 2, 1525-30, ed. Carolina Lanckorońska, Romae: Institutum Historicum Polonicum Romae 1975.
- Elementa ad fontium editiones. 35, Documenta ex Archivo Regiomontano ad Poloniam spectantia V pars H B A, B 2, 1531-37, ed. Carolina Lanckorońska, Romae: Institutum Historicum Polonicum Romae 1975.
- Elementa ad fontium editiones. 36, Documenta ex Archivo Regiomontano ad Poloniam spectantia VI pars H B A, B 2, 1538-42, ed. Carolina Lanckorońska, Romae: Institutum Historicum Polonicum Romae 1975.
- Elementa ad fontium editiones. 37, Documenta ex Archivo Regiomontano ad Poloniam spectantia VII pars H B A, B 2, 1543-47, ed. Carolina Lanckorońska ; Institutum Historicum Polonicum Romae, Romae: Institutum Historicum Polonicum Romae 1976.
- Elementa ad fontium editiones. 38, Documenta ex Archivo Regiomontano ad Poloniam spectantia VIII pars H B A, B 2, 1548-49, ed. Carolina Lanckorońska, Romae: Institutum Historicum Polonicum Romae 1976.
- Elementa ad fontium editiones. 39, Documenta ex Archivo Regiomontano ad Poloniam spectantia IX pars H B A, B 2, 1550-53, ed. Carolina Lanckorońska, Romae: Institutum Historicum Polonicum Romae 1976.
- Elementa ad fontium editiones. 40, Documenta ex Archivo Regiomontano ad Poloniam spectantia X pars H B A, B 2, 1554-59, ed. Carolina Lanckorońska, Romae: Institutum Historicum Polonicum Romae 1976.
- Elementa ad fontium editiones. 41, Documenta ex Archivo Regiomontano ad Poloniam spectantia XI pars H B A, B 2, 1560-66, ed. Carolina Lanckorońska, Romae: Institutum Historicum Polonicum Romae 1977.
- Elementa ad fontium editiones. 42, Documenta ex Archivo Regiomontano ad Poloniam spectantia XII pars H B A, B 2, 1567-72, ed. Carolina Lanckorońska, Romae: Institutum Historicum Polonicum Romae 1977.
- Elementa ad fontium editiones. 43, Documenta ex Archivo Regiomontano ad Poloniam spectantia XIII pars H B A, B 2a, 1534-65, ed. Carolina Lanckorońska, Romae: Institutum Historicum Polonicum Romae 1978.
- Elementa ad fontium editiones. 44, Documenta ex Archivo Regiomontano ad Poloniam spectantia XIV pars H B A, B 2b, 1546-1567, ed. Carolina Lanckorońska, Romae: Institutum Historicum Polonicum Romae 1978.
- Elementa ad fontium editiones. 45, Documenta ex Archivo Regiomontano ad Poloniam spectantia XIV pars H B A, B 3, 1525-72, ed. Carolina Lanckorońska, Romae: Institutum Historicum Polonicum Romae 1977.
- Elementa ad fontium editiones. 46, Documenta ex Archivo Regiomontano ad Poloniam spectantia XVI pars H B A, B 4, 1525-1535, ed. Carolina Lanckorońska, Romae: Institutum Historicum Polonicum Romae 1979.
- Elementa ad fontium editiones. 47, Documenta ex Archivo Regiomontano ad Poloniam spectantia XVII pars H B A, B 4, 1536-1538, ed. Carolina Lanckorońska, Romae: Institutum Historicum Polonicum Romae 1979.
- Elementa ad fontium editiones. 48, Documenta ex Archivo Regiomontano ad Poloniam spectantia XVIII pars H B A, B 4, 1539-1541, ed. Carolina Lanckorońska, Romae: Institutum Historicum Polonicum Romae 1979.
- Elementa ad fontium editiones. 49, Documenta ex Archivo Regiomontano ad Poloniam spectantia XIX pars H B A, B 4, 1542-1548, ed. Carolina Lanckorońska, Romae: Institutum Historicum Polonicum Romae 1980.
- Elementa ad fontium editiones. 50, Documenta ex Archivo Regiomontano ad Poloniam spectantia XX pars H B A, B 4, 1549-1568, ed. Carolina Lanckorońska, Romae: Institutum Historicum Polonicum Romae 1980.
- Elementa ad fontium editiones. 51, Documenta ex Archivo Regiomontano ad Poloniam spectantia XXI pars Ostpr. Fol., vol. 42 et 48, 1525-1528, ed. Carolina Lanckorońsk, Romae: Institutum Historicum Polonicum Romae 1980.
- Elementa ad fontium editiones. 52, Documenta ex Archivo Regiomontano ad Poloniam spectantia XXII pars Ostpr. Fol., vol. 42, 43, 48, 49, 1529-1531, ed. Carolina Lanckorońska, Romae: Institutum Historicum Polonicum Romae 1981.
- Elementa ad fontium editiones. 53, Documenta ex Archivo Regiomontano ad Poloniam spectantia XXIII pars Ostpr. Fol., vol. 42, 49, 1532-1534, ed. Carolina Lanckorońska, Romae: Institutum Historicum Polonicum Romae 1981.
- Elementa ad fontium editiones. 54, Documenta ex Archivo Regiomontano ad Poloniam spectantia XXIV pars Ostpr. Fol., vol. 42, 49, 50, 1535-1536, ed. Carolina Lanckorońska, Romae: Institutum Historicum Polonicum Romae 1982.
- Elementa ad fontium editiones. 55, Documenta ex Archivo Regiomontano ad Poloniam spectantia XXV pars Ostpr. Fol., vol. 42, 50, 1537-1538, ed. Carolina Lanckorońska, Romae: Institutum Historicum Polonicum Romae 1982.
- Elementa ad fontium editiones. 56, Documenta ex Archivo Regiomontano ad Poloniam spectantia XXVI pars Ostpr. Fol., vol. 42, 43, 51, 1539-1540, ed. Carolina Lanckorońska, Romae: Institutum Historicum Polonicum Romae 1982.
- Elementa ad fontium editiones. 57, Documenta ex Archivo Regiomontano ad Poloniam spectantia XXVII pars Ostpr. Fol., vol. 42, 43, 44, 51, 52, 1541-1542, ed. Carolina Lanckorońska, Romae: Institutum Historicum Polonicum Romae 1983.
- Elementa ad fontium editiones. 58, Documenta ex Archivo Cardinalis Ioannis Morone ad Poloniam spectantia quae in Archivo Secreto Vaticano asservantur I pars, 1561-1580, ed. Carolina Lanckorońska, Romae: Institutum Historicum Polonicum Romae 1984.
- Elementa ad fontium editiones. 59, Documenta ex Archivo Cardinalis Ioannis Morone ad Poloniam spectantia quae in Archivo Secreto et in Bibliotheca Vaticana asservantur II pars, 1539-1579, ed. Carolina Lanckorońska, Romae: Institutum Historicum Polonicum Romae 1984.
- Elementa ad fontium editiones. 60, Documenta ex Archivo Regiomontano ad Poloniam spectantia XXVIII pars Ostpr. Fol., vol. 43, 44, 52, 1543-1544, ed. Carolina Lanckorońska, Romae: Institutum Historicum Polonicum Romae 1984.
- Elementa ad fontium editiones. 61, Documenta ex Archivo Regiomontano ad Poloniam spectantia XXIX pars Ostpr. Fol., vol. 44, 52, 53, 1545-1546, ed. Carolina Lanckorońska et Lucianus Olech, Romae: Institutum Historicum Polonicum Romae 1985.
- Elementa ad fontium editiones. 62, Documenta ex Archivo Regiomontano ad Poloniam spectantia XXX pars Ostpr. Fol., vol. 45, 53, HBA, B, K. 1170, 1171, 1172, 1547-1548, ed. Carolina Lanckorońska et Lucianus Olech, Romae: Institutum Historicum Polonicum Romae 1985.
- Elementa ad fontium editiones. 63, Documenta ex Archivo Regiomontano ad Poloniam spectantia XXXI pars Ostpr. Fol., vol. 45, 53, 54, HBA, B, K. 1173, a. 1549-1550, ed. Carolina Lanckorońska et Lucianus Olech, Romae: Institutum Historicum Polonicum Romae 1986.
- Elementa ad fontium editiones. 64, Brevia romanorum pontificum ad Poloniam spectantia ex minutis et registris pontificiis. Vol. 1, Brevia saeculi XV (quae exstant), coll. et ed. Henricus Damianus Wojtyska, conlultatio linguistica Lucianus Olech, Romae: Institutum Historicum Polonicum Romae 1986.
- Elementa ad fontium editiones. 65, Documenta ex Archivo Regiomontano ad Poloniam spectantia XXXII pars Ostpr. Fol., vol. 45, 54, 82, HBA, B, K. 1174, a. 1551-1552, ed. Carolina Lanckorońska et Lucianus Olech, Romae: Institutum Historicum Polonicum Romae 1986.
- Elementa ad fontium editiones. 66, Documenta ex Archivo Regiomontano ad Ploniam spectantia XXXIII pars Ostpr. Fol., vol. 43, 45, 54, 83, HBA, B, K. 1175, 1176, a. 1553-1554, ed. Carolina Lanckorońska et Lucianus Olech, Romae: Institutum Historicum Polonicum Romae 1987.
- Elementa ad fontium editiones. 67, Documenta ex Archivo Regiomontano ad Poloniam spectantia XXXIV pars Ostpr. Fol., vol. 43, 45, 54, 55, 83, HBA, B, K. 1176, a. 1555-1556, ed. Carolina Lanckorońska et Lucianus Olech, Romae: Institutum Historicum Polonicum Romae 1987.
- Elementa ad fontium editiones. 68, Documenta ex Archivo Regiomontano ad Pofloniam spectantia XXXV pars Ostpr. Fol., vol. 45, 55, a. 1557-1558, ed. Carolina Lanckorońska et Lucianus Olech, Romae: Institutum Historicum Polonicum Romae 1988.
- Elementa ad fontium editiones. 69, Documenta ex Archivo Regiomontano ad Poloniam spectantia XXXVI pars Ostpr. Fol., vol. 45, 55, a. 1559-1560, ed. Carolina Lanckorońska et Lucianus Olech, Romae: Institutum Historicum Polonicum Romae 1988.
- Elementa ad fontium editiones. 70, Index personarum quae in voluminibus I-XXIX continentur, ed. Wanda de Andreis Wyhowska, adiuvantibus Helena Bianciardi Łukasiewicz, Catharina Cywińska, Romae: Institutum Historicum Polonicum Romae 1987.
- Elementa ad fontium editiones. 71, Index personarum quae in voluminibus XXX-LX continentur, ed. Wanda de Andreis Wyhowska, Carolina Lanckorońska, Lucianus Olech, adiuvantibus Helena Bianciardi Łukasiewicz, Catharina Cywińska, Romae: Institutum Historicum Polonicum Romae 1988.
- Elementa ad fontium editiones. 72, Documenta ex Archivo Regiomontano ad Poloniam spectantia XXXVII pars Ostpr. Fol., vol. 46, HBA, B, K. 1182,1184, a. 1561-1562, ed. Carolina Lanckorońska et Lucianus Olech, Romae: Institutum Historicum Polonicum Romae 1989.
- Elementa ad fontium editiones. 73, Documenta ex Archivo Regiomontano ad Poloniam spectantia XXXVIII pars Ostpr. Fol., vol. 46, 57, HBA, B, K. 1185, 1186, a. 1563-1564, ed. Carolina Lanckorońska et Lucianus Olech, Romae: Institutum Historicum Polonicum Romae 1989.
- Elementa ad fontium editiones. 74, Documenta ex Archivo Regiomontano ad Poloniam spectantia XXXIX pars Ostpr. Fol., vol. 43, 46, 57, HBA, B, K. 1188, 1189, a. 1565-1566, ed. Carolina Lanckorońska et Lucianus Olech, Romae: Institutum Historicum Polonicum Romae 1990.
- Elementa ad fontium editiones. 75, Documenta ex Archivo Regiomontano ad Poloniam spectantia XL pars Ostpr. Fol., vol. 43, 46, 57, HBA, B, K. 1190, a. 1567-1568, ed. Carolina Lanckorońska et Lucianus Olech, Romae: Institutum Historicum Polonicum Romae 1991.
- Elementa ad fontium editiones. 76, Index personarum quae in voluminibus LXI-LXIX et LXXII-LXXV continentur, ed. Wanda de Andreis Wyhowska et Lucianus Olech, adiuvante Maria Lamberti, Romae: Institutum Historicum Polonicum Romae 1992.